# Otto Wichterle
 Otto Wichterle  (ur. 27 października 1913 w Prościejowie, zm. 18 sierpnia 1998 w gminie Stražisko) – czeski chemik, profesor inżynier, wynalazca elastycznych soczewek kontaktowych, pionier produkcji czechosłowackich włókien sztucznych; jeden z prekursorów czeskiej chemii makrocząsteczkowej.

## Biogram
Syn technika i przemysłowca Karela Wichterle (1870–1961) i brat rzeźbiarki Hany Wichterle (1903–1990).
Studiował na ČVUT (1931–35) i na wydziale medycznym Uniwersytetu Karola w Pradze (1935–38).
W latach 1935–39 był asystentem prof. Votočka w Instytucie Eksperymentalnej Chemii Organicznej ČVUT w Pradze, potem kierownikiem oddziału polimerów w Instytucie Badań zakładów Baťa w Zlinie (1940–42 i 1943–45). W latach 1942–43 przebywał w więzieniu.
W 1941 zapoczątkował produkcję pierwszego krajowego włókna syntetycznego – polikaprolaktamu, pod nazwą silon.

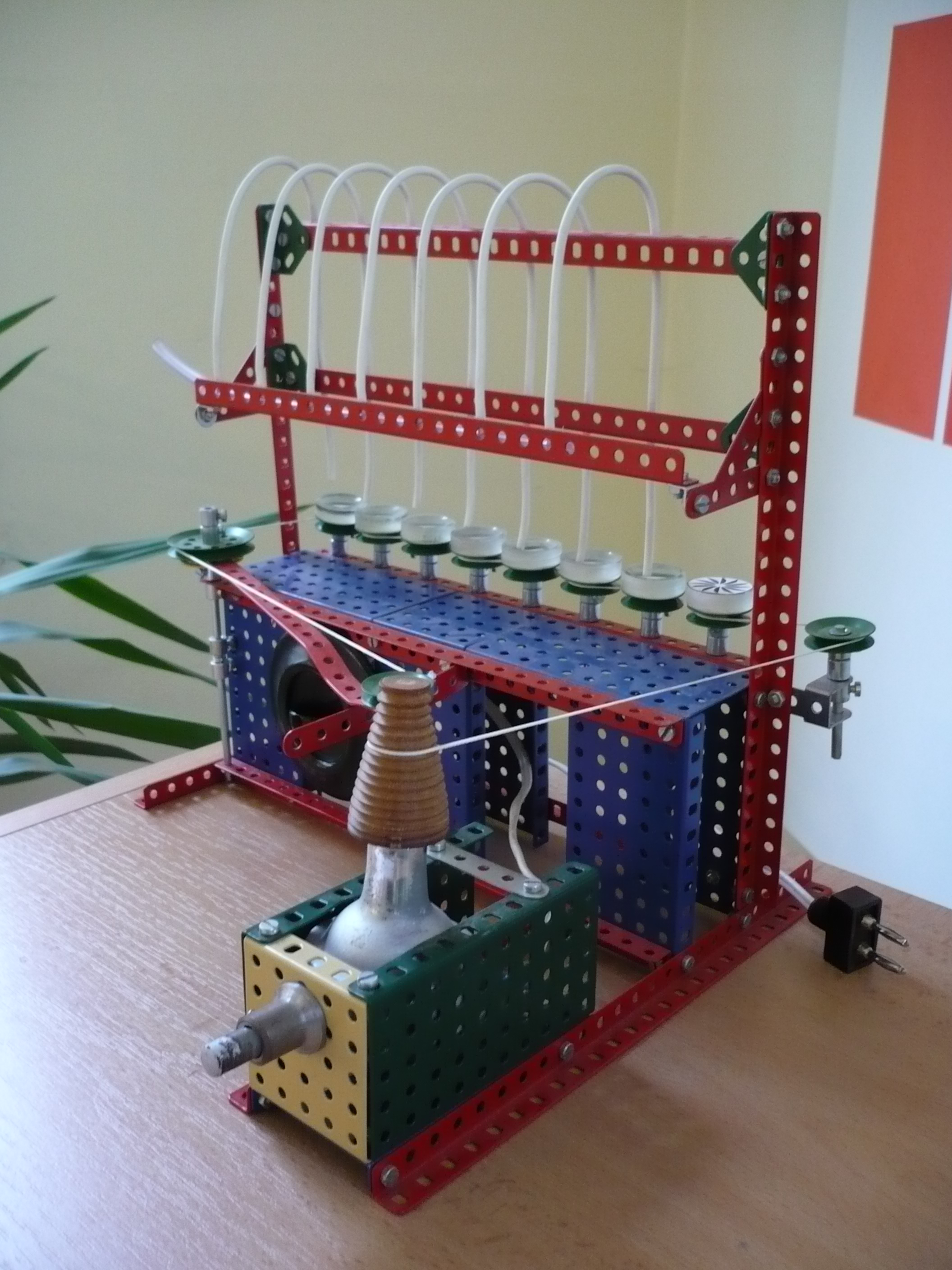
Model aparatu Wichterlego do odśrodkowego odlewania soczewek kontaktowych

Od początku lat 50 XX w. kierował badaniami polimerów syntetycznych dla celów biologicznych i medycznych. 1954 główny odkrywca hydrożeli, z których wytworzył elastyczne soczewki kontaktowe (1956). Opracował także ich masową produkcję odlewaniem odśrodkowym (1961).
Od 1945 r. docent chemii organicznej na ČVUT w Pradze, od 1946 r. też na politechnice w Brnie i od 1947 r. na fakultecie przyrodniczym Uniwersytetu Karola w Pradze. W latach 1949–52 profesor wydziału mas plastycznych na ČVUT, potem na VŠCHT.
Od 1958 r. z powodów politycznych miał zakaz pracy pedagogicznej. W latach 1955–92 był akademikiem Czechosłowackiej Akademii Nauk (ČSAV). 1957–59 kierownik Laboratorium Materiałów Wysokocząsteczkowych. 1959–70 dyrektor i od 1970 pracownik naukowy Instytutu Chemii Makrocząsteczkowej ČSAV w Pradze.
1968 podpisał manifest Dwa tysiące słów. W latach 1968–69 deputowany Czeskiej Rady Narodowej i Izby narodów Zgromadzenia Federalnego. Następnie ponownie dyskryminowany z powodów politycznych. 1990–92 prezes ČSAV (w 1992 ČSAV została rozwiązana).
W 1993 odznaczony tytułem doktora honoris causa Uniwersytetu Karola w Pradze. W 1991 roku został odznaczony Orderem Tomáša Garrigue Masaryka III klasy.
Autor ponad 150 wynalazków oraz ok. 200 prac naukowych i podręczników (Organická chemie I–II, 1947–52; Anorganická chemie, 1953; Makromolekulární chemie, 1957).